# 4-Броманилин
4-Броманилин — представляет собой соединение, в котором молекула анилина замещена атомом брома в пара-положении. Коммерчески доступное это соединение может быть использовано в качестве строительного блока, например, в получении бромбифенила по  реакции Гомберга-Бахмана.

## Синтез
4-броманилин может быть получен взаимодействием анилина с бромом с защитой ацетилхлорида.

## Применение
1. В синтезе бромамида.
2. В синтезе дибромсалана(дисанил).

## Первая медицинская помощь
Глаза: Сначала проверьте пострадавшего на наличие контактных линз и удалите, если они есть. Промойте глаза жертвы водой или физиологическим раствором в течение 20-30 минут, одновременно вызывая больницу или токсикологический центр. Не помещайте мази, масла или лекарства в глаза пострадавшего без специальных указаний врача. Немедленно транспортируйте пострадавшего после промывания глаз в больницу, даже если симптомы (например, покраснение или раздражение) не развиваются. Кожа: немедленно залить пораженную кожу водой, удаляя и изолируя всю загрязненную одежду. Аккуратно промойте все пораженные участки кожи водой с мылом. При появлении таких симптомов, как покраснение или раздражение, Немедленно вызовите врача и будьте готовы доставить пострадавшего в больницу для лечения. Вдыхание: Немедленно покинуть загрязненную зону; сделайте глубокий вдох свежего воздуха. Если симптомы (такие как хрипы, кашель, одышка или жжение во рту, горле или в груди) развиваются, вызовите врача и будьте готовы доставить пострадавшего в больницу. Обеспечить надлежащую защиту органов дыхания спасателям, попавшим в неизвестную атмосферу. Проглатывание: не вызывать рвоту. Если пострадавший находится в сознании и не вызывает судорог, дайте 1 или 2 стакана воды для разбавления химического вещества и Немедленно позвоните в больницу или токсикологический центр. Будьте готовы доставить пострадавшего в больницу по рекомендации врача. Если жертва судорожна или находится в бессознательном состоянии, не давайте ничего внутрь, убедитесь, что дыхательные пути жертвы открыты, и положите жертву на бок с опущенной головой ниже тела. Не вызывает рвоту. Немедленно доставить пострадавшего в больницу.